# (100459) 1996 TB5
(100459) 1996 TB5 es un asteroide perteneciente al cinturón de asteroides, descubierto el 6 de octubre de 1996 por George R. Viscome desde el Observatorio Rand, Nueva York, Estados Unidos.

## Designación y nombre
Designado provisionalmente como 1996 TB5.

## Características orbitales
1996 TB5 está situado a una distancia media del Sol de 3,162 ua, pudiendo alejarse hasta 3,760 ua y acercarse hasta 2,563 ua. Su excentricidad es 0,189 y la inclinación orbital 16,77 grados. Emplea 2053 días en completar una órbita alrededor del Sol.

## Características físicas
La magnitud absoluta de 1996 TB5 es 14,8.